# Leslie Wormwald
Leslie Graham Wormwald (auch Wormald) (* 19. August 1890 in Maidenhead, Berkshire; † 10. Juli 1965 in London) war ein britischer Ruderer, der 1912 an den Olympischen Sommerspielen in Stockholm, Schweden teilnahm. 
Wormwald wurde am Eton College ausgebildet. An dieser Schule konnte er nur in der zweiten Mannschaft rudern. Während seines Studiums am Magdalene College der Oxford University verbesserte er sich. 1910 ruderte er im Magdelene-College-Boot, das als Head of the River die Eights week-Rennen zwischen den Colleges der Oxford University beendete. Dieses Boot gewann 1910 den Grand Challenge Cup bei der Henley Royal Regatta und wiederholte diesen Erfolg im Folgejahr. 1911, 1912 und 1913 gewann er mit der Mannschaft der Oxford University das Boat Race. Wormwald war Mitglied des Leander Club. Mit der Mannschaft des Leander Clubs gewann er die Goldmedaille im Achter bei den Olympischen Sommerspielen 1912.
Wormwald trat im August 1914 als Offizier der Royal Field Artillery in die British Army ein und diente im Ersten Weltkrieg an der Westfront. Er erreichte den regulären Rang eines Lieutenant und kommissarischen Rang eines Major und wurde 1918 mit dem Military Cross ausgezeichnet.
Wormwald zog nach seiner Pensionierung nach Spanien. Er starb während eines Besuchs in Großbritannien im Hyde Park Hotel in London (heute Mandarin Oriental Hyde Park, London genannt).